# Chigwell
Chigwell – podmiejska, uprzemysłowiona część i civil parish w Epping Forest w Esseksie. Teren ten jest obejmowany przez londyńskie metro i ma ten sam co Londyn kod telefoniczny (020). W 2011 roku civil parish liczyła 12 987 mieszkańców.
Charles Dickens rozgłosił Chigwell w swojej powieści Barnaby Rudge, później zresztą tam osiadł. Chigwell jest wspomniana w Domesday Book (1086) jako Cingheuuella.